# 寵物當家2
《寵物當家2》（英語：The Secret Life of Pets 2）是一部2019年美國電腦動畫喜劇電影，由環球影業及照明娛樂製作，為2016年電影《寵物當家》的續集，由克里斯·雷納德執導，布萊恩·林區編劇。主要配音員包括帕頓·奧斯瓦爾特、艾瑞克·史東斯崔特、凱文·哈特、珍妮·史雷、埃莉·肯珀、蕾克·貝爾、達納·卡維、漢尼拔·布瑞斯、鮑比·莫尼漢、蒂芬妮·哈戴許、尼克·克羅爾、皮特·霍姆斯和哈里遜·福特。
電影於2019年6月7日在美國上映。

## 劇情
在第一部電影事件發生後的某個時間，麥斯和杜克的主人凱蒂和一個名叫查克的傢伙結婚，並有一個兒子利亞姆，由於他孩童時期的表現，麥斯最初不贊成，但隨著孩子的長大，最終還是接受了他。後來，麥斯對利亞姆過度保護，促使凱蒂從獸醫那裡得到一個伊莉莎白圈，以減輕他的症狀。當杜克說這個家庭正在準備城外的公路旅行時，麥斯的運氣會發生什麼變化呢?

## 配音員
| 配音              | 配音 | 配音   | 配音 | 角色                             |
| 美國              | 台灣 | 香港   | 大陸 | 角色                             |
| ----------------- | --- | ------ | --- | -------------------------------- |
| 派頓·奧斯瓦特     | 夏治世 | 張智霖 | 馮紹峰 | 麥斯（Max），傑克羅素㹴          |
| 艾瑞克·史東斯崔特 | 林谷珍 | 葉振聲 | 冯盛 | 公爵（Duke），纽芬兰犬           |
| 凱文·哈特         | 王辰驊 | 穆易   | 陳佩斯 | 雪球（Snowball），兔             |
| 珍妮·史雷         | 陳貞伃 | 何璐怡 | 郭采潔 | 小潔（Gidget），白博美犬         |
| 蒂芬妮·哈戴許     | 鄭仁君 | 楊詩敏 | 马丽 | 黛西（Daisy），西施犬            |
| 雷克·貝爾         | 蔣篤慧 | 郭碧珍 | 常蓉珊 | 克蘿伊（Chloe），俄羅斯藍貓      |
| 尼克·克羅爾       | 李世揚 | 河國榮 | 李楠 | 賽吉（Sergei），人類             |
| 達納·卡維         | 佟紹宗 | 龍天生 | 高增志 | 老巴（Pops），巴吉度獵犬         |
| 埃莉·肯珀         | 楊凱凱 | 麥紫筠 | 张凯 | 凱蒂（Katie），人類              |
| 克里斯·李納德     | 魏德翰 | 陳楚鍵 | 赵震 | 饅頭（Norman），豚鼠             |
| 漢尼拔·布瑞斯     | 魏伯勤 | 陳振聲 | 藤新 | 巴弟（Buddy），腊肠犬            |
| 鮑比·莫尼漢       | 傅品晟 | 邱萬城 | 张遥函 | 小莫（Mel），巴哥犬              |
| 哈里遜·福特       | 楊少文 | 高翰文 | 冯小刚 | 魯斯特（Rooster），威爾斯牧羊犬  |
| 皮特·霍姆斯       | 張騰 | 陳旭恆 | | 查克（Chuck），人類              |
| 塔拉·史壯         | |        | | 甜豆（Sweetpea），虎皮鸚鵡       |
| 梅雷迪思·莎倫     | 馮美麗 | 謝月美 | | 瘋貓夫人（Crazy Cat Lady），人類 |
| 亨利·林區         | 詹淯璟 |        | | 連恩（Liam），人類               |
| 葛斯·詹寧斯       | 傅品晟 |        | | 倉鼠                             |
|                   | 康殿宏 劉傑 詹淯璟 陳琪媛 陳琳 詹少輔 陳宏宇 陳琪雯 陳凌雲 游悅庭 江禮言 蘇恩裕 李珮嘉 梁雅雯 傅其慧 于正昇 孟慶府 陳建志 江佳芙 詹舒喬 詹凱芸 吳宇鳴 |        | 林兰 郝祥海 裴子诚 田雨琳 林强 刘阳 阎么么 王艺璇 杨晨 张云明 陈天骄 谢飞 彭熙雯 裴俊一 刘振熙 王瑞 胡润昱 安元可 史浡骅 |                                  |

## 製作
2016年8月2日，環球影業和照明娛樂宣佈導演克里斯·雷納德和編劇布萊恩·林區將回歸《寵物當家》續集。克里斯·梅勒丹德利和珍妮特·希利製片。2017年11月，宣佈路易·C·K因性醜聞將不會回歸聲演主角麥斯。2018年4月，宣佈麥斯一角改由派頓·奧斯瓦特聲演，艾瑞克·史東斯崔特、凱文·哈特、珍妮·史雷、埃莉·肯珀、雷克·貝爾、達納·卡維、漢尼拔·布瑞斯和鮑比·莫尼漢將回歸出演電影。蒂芬妮·哈戴許、尼克·克羅爾、皮特·霍姆斯和哈里遜·福特亦加盟電影。

## 發行
電影原定於2018年6月13日上映，後延至2019年7月3日上映。2017年1月，宣佈提前至2019年6月7日上映，並由環球影業發行。

### 評價
本片得到褒貶不一的評價。爛番茄根據156條評論，持有60%的新鮮度，平均得分5.73／10，觀眾投票投出90%的分數，平均得分為4.42／5。在Metacritic上，電影獲得55分。

### 票房
| 上一届： 《哥吉拉 II 怪獸之王》 | 2019年美國週末票房冠軍 第23週 | 下一届： 《MIB星際戰警：跨國行動》 |

## 外部連結
- 官方网站
- 互联网电影数据库（IMDb）上《寵物當家2》的资料（英文）
- 爛番茄上《寵物當家2》的資料（英文）
- Box Office Mojo上《寵物當家2》的資料（英文）
- AllMovie上《寵物當家2》的资料（英文）
- Metacritic上《寵物當家2》的資料（英文）
- 開眼電影網上《寵物當家2》的資料（繁體中文）
- 时光网上《寵物當家2》的資料（简体中文）
- 豆瓣电影上《寵物當家2》的資料 （简体中文）